# Jalalabad (Shahjahanpur)
Jalalabad è una suddivisione dell'India, classificata come municipal board, di 31.112 abitanti, situata nel distretto di Shahjahanpur, nello stato federato dell'Uttar Pradesh. 